# Le voyage dans la lune (Oper)
Le voyage dans la lune (deutsch: Die Reise auf den Mond) ist eine Oper (französische Originalbezeichnung: „Opéra-féerie“) in vier Akten und dreiundzwanzig Bildern von Jacques Offenbach (Musik) mit einem Libretto von Albert Guillaume Florent Vanloo, Eugène Leterrier und Arnold Mortier nach Motiven aus den Romanen Von der Erde zum Mond (De la terre à la lune) und Die Reise zum Mittelpunkt der Erde (Voyage au centre de la terre) von Jules Verne. Sie wurde am 26. Oktober 1875 im Théâtre de la Gaîté in Paris uraufgeführt.

## Handlung

### Kurzfassung
Erster Akt. König V’lan will zurücktreten und die Regentschaft seinem Sohn Caprice überlassen. Der hat daran jedoch kein Interesse, sondern ist von der Vorstellung besessen, auf den Mond zu reisen. Da die Hof-Astronomen keine Lösung kennen, konstruiert der königliche Berater und Ingenieur Microscope in seiner Schmiede eine gewaltige Kanone, die Caprice, den König und ihn selbst in einer Art großer Tabaksdose auf den Mond schießt. Ihr Reiseproviant besteht überwiegend aus Äpfeln.
Zweiter Akt. Die Landung auf dem Mond ist erfolgreich, zerstört aber ein dortiges Gebäude. Der Mondkönig Cosmos befiehlt daher, die Ankömmlinge zu verhaften. Auf Bitten seiner Tochter Fantasia begnadigt er sie jedoch und lädt sie in seinen Glaspalast ein. Caprice verliebt sich sofort in die Prinzessin. Da die Liebe auf dem Mond völlig unbekannt ist, reagiert Fantasia auf seine Erklärung mit einem Lachanfall. Darüber enttäuscht beißt Caprice in einen Apfel aus seinem Reisesack und lässt auch Fantasia davon probieren. Die Wirkung ist erstaunlich: Ihr Herz klopft, sie entwickelt ungewohnte Gefühle und verliebt sich in Caprice.
Dritter Akt. Da die Liebe auf dem Mond als gefährliche Krankheit gilt, wird Fantasia in ihrem Zimmer eingesperrt. Cosmos will sie auf dem Frauenmarkt verkaufen, damit sie keine anderen Frauen im Palast ansteckt. Caprice beauftragt Microscope, sie dort für ihn zu erstehen. Der Plan scheitert jedoch, weil der Frauensammler Quipasseparla Microscope unter einem Vorwand von der Auktion fernhält, sie für sich selbst ersteigert und unverzüglich mit ihr in das Reich der Dicken abreist. Microscope kann Cosmos immerhin etwas Apfelcidre als vermeintliches Elixier andrehen. Cosmos trinkt davon, verliebt sich in seine eigene Frau Popotte und lässt auch sie davon trinken. Da in diesem Moment Microscope eintrifft, verliebt sie sich in diesen statt in Cosmos. Inzwischen haben V’lan und Caprice Quipasseparla und Fantasia aufgespürt. Bevor sie mit der Prinzessin fliehen können, werden sie von Cosmos und dessen Berater Cactus festgenommen.
Vierter Akt. Die Ehrendamen der Prinzessin haben ebenfalls von dem Cidre gekostet und eine Apfelplantage aufgebaut. Cosmos empfindet das als Verrat. Er stellt V’lan, Caprice und Microscope, die er für diese Entwicklung verantwortlich macht, vor Gericht und verurteilt sie zu fünf Jahren Haft im Krater eines erloschenen Vulkans. Er selbst führt die Delinquenten dorthin. Als sie am Boden des Kraters ankommen, reißt das Seil des Aufzugs. Popotte hat aus Rache dafür gesorgt, dass ihr Mann das Schicksal ihres geliebten Microscope teilen muss. Während alle nach einem Ausweg suchen, bricht der Vulkan aus und befördert sie unbeschädigt zur Mondoberfläche. Cosmos begnadigt die Erdlinge und verspricht Caprice die Hand seiner Tochter. Am Horizont geht die Erde strahlend auf.

### Erster Akt
Erstes Bild: „Prinz Caprice“, vor König V’lans Palast
Szene 1. Im Rahmen eines prächtigen Fests (Chor: „Quelle splendide fête“) verkündet Microscope, der Berater des Königs V’lan IV., dass dessen Sohn Caprice demnächst von einer zweijährigen Bildungsreise um die Welt zurückkehren werde. Anschließend möchte Microscope zu einem Rendezvous mit der Tänzerin Cascadine eilen, doch das Eintreffen des Königs verhindert dies.
Szene 2. Der König stellt sich dem Publikum mit seinen Stärken und Schwächen vor (Couplets: „V’lan, V’lan, je suis V’lan“) und schickt das Volk fort.
Szene 3. V’lan teilt Microscope mit, dass er nach beinahe dreißig Jahren an der Regierung den Thron seinem Sohn überlassen wolle. Microscope weist ihn darauf hin, dass der Prinz keinerlei („absolut null“) Fähigkeiten besitze.
Szene 4. Mit großem Gefolge erscheint Prinz Caprice (Chor: „Rataplan, rataplan“) und erzählt seinem Vater, wie viel er auf seiner Reise gelernt habe (Couplets: „Ah! j’en ai vu!“). Als V’lan ihm die Krone übergeben will, weist er sie zu dessen Entsetzen in aller Öffentlichkeit zurück.
Szene 5. Nach V’lan die anderen Anwesenden vertrieben hat, erklärt Caprice ihm, dass er kein Interesse an der Politik habe. Er benötige Freiheit, Luft, Raum. In diesem Moment spiegelt sich der Mond in einem Brunnenbecken, und Caprice gerät in Ekstase. Er sehnt sich nach dieser unbekannten Welt, der „Königin der Nacht“ (Romanze: „O reine de la nuit“). Microscope, der bedeutendste Ingenieur des Landes, soll eine Möglichkeit finden, dorthin zu reisen.
Zweites Bild: Das Observatorium
Szene 1. Cosinus, A-Plus-B, Omega, Coefficient, Rectangle, Phichipsi und die anderen Astronomen des Königshofs bewundern den Nachthimmel (Chor: „Les cieux!“).
Szene 2. Caprice, V’lan und Microscope treffen ein. Der Observatoriums-Wächter Parabase versucht kurz, sie am Einlass zu hindern, entschuldigt sich aber schnell, als er den König erkennt. Auf die Frage, ob eine Reise zum Mond vorstellbar sei, antworten die Astronomen mit einer verdrehten Formulierung Parabases: „Es ist nicht unmöglich, dass es möglich ist, aber dass es möglich ist, ist unmöglich“. Für die Astronomen ist das Gespräch damit beendet. Da die Antwort Caprice natürlich nicht zufriedenstellt, muss Microscope alleine ans Werk. Diesem fällt ein, dass er bereits seit drei Jahren an seiner ähnlichen Maschine arbeitet. Caprice solle ihn in einer Woche in seiner Schmiede besuchen. Microscope bedauert, dass er Cascadine heute nicht mehr sehen kann.
Drittes Bild: Die Schmiede
Szene 1. Eine Woche später bauen Schmiede und Schmiedinnen eifrig eine riesige Kanone (Chor: „A l’ouvrage!“). Microscope treibt sie zur Arbeit an.
Szene 2. V’lan und Caprice erscheinen, um nach dem Fortschritt der Arbeit zu sehen. Caprice kann an nichts anderes mehr denken als seine bevorstehende Reise (Walzer: „Monde charmant que l’on ignore“). Microscope erklärt ihm die Funktionsweise der Kanone. Dreihunderttausend Kilo Schießpulver dürften ausreichen, um sie abzuschießen. Die Reise werde zwar lange dauern, doch sie werden ausreichend Proviant mitnehmen, darunter eine große Menge Äpfel. V’lan befiehlt ihm, seinen Sohn auf der Reise zu begleiten. Im Gegenzug muss er Microscopes Vorschlag zustimmen, auch selbst mitzureisen.
Viertes Bild: „Der Abflug“, eine gigantische Kanone
Die Rückwand der Schmiede verschwindet und zeigt eine zwanzig Meilen lange Kanone, deren Lauf über Land, Städte und Dörfer bis zu einem Berggipfel reicht (Finale: „En route pour la lune!“). Artilleristen jeglicher Größe sollen sie bedienen (Chor: „Nous sommes les petits artilleurs“). V’lan verabschiedet sich kurz von seinem Volk. Dann betreten er, Caprice und Microscope die Reisekapsel, die wie eine große Tabakdose aussieht. Der Abschuss erfolgt mit einer gewaltigen Explosion, die alle übrigen Personen auf der Bühne zu Boden schleudert.

### Zweiter Akt
Fünftes Bild: „Der Mond“, Anflug auf den Mond
Der Mond, der den gesamten Bühnenhintergrund einnimmt, ist von Wolken umgeben. Sanfte Musik und geheimnisvolle Stimmen erklingen. Der Mond wird allmählich heller und scheint näher zu kommen. Nach und nach werden seltsame Gebäude sichtbar.
Sechstes Bild: „Die Ankunft“, eine Stadt auf dem Mond, links ein Gebäude
Szene 1. Zwei Seleniten (Mondbewohner) beobachten besorgt den Himmel (Chor: „Ah!“). Von allen Seiten treffen Männer und Frauen ein. Alle starren auf denselben dunklen Punkt im Himmel (Chor: „C’est un point noir“).
Szene 2. Der Mondkönig Cosmos ist verärgert über das kopflose Verhalten der Einwohner. In nur einem Tag hat es 309 Fälle von Wahnsinn und 749 Selbstmorde gegeben. Sein Berater Cactus meint, dass es durchaus Grund zur Sorge gebe. Der schwarze Fleck sei ein Teil der Erdkugel, den deren Bewohner abgelöst hätten, um sie alle auszulöschen. Cosmos glaubt nicht daran, denn die Wissenschaft habe längst festgestellt, dass die Erde keine Atmosphäre besitze und daher unbewohnbar sei. In diesem Augenblick ist ein furchtbares pfeifendes Geräusch zu hören und der Himmel verdunkelt sich. Alle laufen in Panik davon.
Szene 3. Das Gebäude an der linken Seite bricht zusammen, das Tageslicht kehrt zurück, und die Raumkapsel ist inmitten der Trümmer zu sehen. V’lan, Caprice und Microscope steigen unversehrt aus (Rondo: „Dans un obus qui fend l’air“). Erstaunt stellen sie fest, dass sie sich in einer Stadt befinden, obwohl ihnen die Wissenschaft gesagt hat, dass der Mond unbewohnt sei. Inzwischen sind auch die Seleniten zurückgekehrt und bestaunen die Ankömmlinge. Die Begrüßung verläuft wenig freundlich, und Cosmos befiehlt, die Besucher festzunehmen. Da verkündet eine Fanfare das Nahen der Königin Popotte.
Szene 4. Popotte trifft in Begleitung ihrer Tochter Fantasia und einem Gefolge aus sechs Pagen und sechs Ehrendamen ein. Caprice verliebt sich auf der Stelle in die Prinzessin, während Microscope die Schönheit der Königin bewundert. Als sie von der bevorstehenden Verhaftung erfährt, bittet Fantasia ihren Vater für sie um Vergebung. Dafür verzichtet sie sogar auf die für ihren Geburtstag versprochenen Juwelen (Couplets: „Tu devais le jour de ma fête“). Cosmos lädt alle in seinen Palast ein. Er selbst reitet auf einem Dromedar (Chor und Marsch: „Salut à notre roi“).
Siebentes Bild: „Der Glaspalast“, ein Saal in Cosmos’ Palast
Szene 1. Microscope hat sich für einen Moment zurückgezogen, um Cascadine mit einem selbst erfundenen Taschen-Telegrafen über seine erfolgreiche Ankunft auf dem Mond zu informieren.
Szene 2. Cosmos und V’lan unterhalten sich über ihre Erfahrungen bei der Regierung. Cosmos leidet darunter, dass er keinen Moment der Ruhe findet. Weil die Palastwände aus Glas sind, steht er ständig unter Beobachtung.
Szene 3. König Cosmos muss sich nun seinen Dienstpflichten widmen. Seine Berater bringen kleine Tische in den Raum. Cosmos zeichnet den Gewinner des jüngsten Gedichtwettbewerbs aus, indem er ihm einen seiner Orden abnimmt. Er erklärt dem verwunderten V’lan, dass die Mondmenschen bei ihrer Geburt bereits sämtliche Auszeichnungen besitzen. Bei jeder herausragenden Tat werde eine davon entfernt. Erst wenn man wie er selbst überhaupt keine mehr habe, werde man allgemein geschätzt. Cactus gesteht, dass er noch mehrere besitze, sie aber verstecke.
Achtes Bild: „Die Perlmuttgalerie“, ein anderer Saal
Szene 1. Bei der Suche nach seiner angebeteten Prinzessin trifft Caprice auf Microscope, der gerade Cascadines Antwort-Telegramm liest.
Szene 2. Caprice trägt Fantasia ein Madrigal vor, das ihre Schönheit beschreibt (Madrigal Caprice: „Je regarde vos jolis yeux“). Als er ihr anschließend seine Liebe gesteht, versteht Fantasia überhaupt nicht, was er meint. Sie verlässt laut lachend den Raum.
Szene 3. Caprice erzählt seinem Vater und Microscope, dass die Liebe auf dem Mond völlig unbekannt sei, und zieht sich traurig zurück.
Szene 4. Cosmos und Cactus erklären V’lan, dass die Liebe als furchtbare Krankheit gelte, deren seltene Ausbrüche unverzüglich bekämpft werden. Die Bevölkerung bleibe dennoch stabil, weil zweimal jährlich Säuglinge aus dem Land der Kinder geliefert werden. Frauen hingegen benötige man entweder wie Popotte für die Hausarbeit oder wie Fantasia aufgrund ihrer Jugend und Schönheit zur Dekoration. Cosmos ruft nach Popotte, um die Damen des Palasts den Gästen vorzustellen.
Szene 5. Popotte und ihre Ehrendamen beschreiben ihr Leben am Hof. Sie verbringen ihre gesamte Zeit damit, sich schön zu machen (Ensemble: „Ne jamais rien faire“). Das Lied animiert alle zum Tanz, bis zum Essen gerufen wird.
Neuntes Bild: Der Park
Szene 1. Deprimiert überlegt Caprice, ob er sich sofort erhängen oder erst noch etwas essen sollte. Er entscheidet sich für Letzteres und nimmt einem Apfel aus seinem Reisesack.
Szene 2. Fantasia, die noch nie einen Apfel gesehen hat, bittet Caprice, ihn probieren zu dürfen (Apfel-Duett: „Mon Dieu! qu’ai-je ressenti là?“). Zu ihrem Schrecken fängt dadurch ihr Herz zu schlagen an und sie verspürt unerwartete Gefühle. Caprice erklärt ihr, dass das die Liebe sei. Die beiden liebkosen sich eine Weile und gehen dann Arm in Arm davon.
Szene 3. Popotte, die das Paar beobachtet hat, alarmiert ihren Mann, der sofort alles stehen und liegen lässt.
Zehntes Bild: „Die irrenden Schatten“, der Park, Nacht
Bei Einbruch der Nacht wandern Schatten durch den nur schemenhaft erkennbaren Park. Irrlichter streifen umher. Dann verschwindet alles.
Elftes Bild: Die Gärten des Königs Cosmos
In den in voller Blüte stehenden Gärten tanzen Chimären und Sterne ein Ballett.

### Dritter Akt
Zwölftes Bild: „Die Konsultation“, Raum in Cosmos’ Palast
Szene 1. Die „kranke“ Prinzessin wird von Soldaten bewacht (Chor: „Je suis le garde“). Flamma berichtet den anderen Ehrendamen von Fantasias Liebesworten (Couplets: „Elle disait: ah! viens encore“). Die Wachen hindern sie am Betreten des Zimmers.
Szene 2. Königin Popotte lässt die Frauen ein.
Szene 3. Cosmos teilt V’lan mit, das er an Caprice ein Exempel statuieren wolle. Seinetwegen habe er die Ärzte rufen müssen, weil Fantasia nicht mehr wiederzuerkennen sei.
Szene 4. Fantasia kann mit ihren neuen Gefühlen nicht umgehen. Sie zerbricht Geschirr und ist unruhig und nervös (Ariette: „Je suis nerveuse“).
Szene 5. Cactus berichtet dem König aufgebracht, dass die Prinzessin um sich geschlagen habe und die Ärzte geflohen seien. Die beiden eilen fort, um sie einzufangen.
Szene 6. Caprice erscheint am Fenster und erklärt Fantasia seinen Plan, ihren Vater zu besänftigen. Er hat mit Microscopes Hilfe Apfelcidre hergestellt. Wenn Cosmos den trinkt, wird er sich ebenfalls verlieben. Dann seien sie gerettet. Als sie Cosmos, Cactus und V’lan kommen sehen, verstecken sie sich hinter der Gardine.
Szene 7. Cosmos erzählt V’lan, dass er seine Tochter auf dem Markt verkaufen wolle, damit sie die anderen Frauen nicht anstecken könne. Es sei hier üblich, Frauen, die einem nicht mehr gefallen, zu verkaufen.
Szene 8. Fantasia ist entsetzt über den Plan ihres Vaters. Caprice verspricht ihr jedoch, dass jemand sie in seinem Auftrag erstehen werde, während er sich um ihren Vater kümmere.
Dreizehntes Bild: „Der Frauenmarkt“, Marktplatz
Szene 1. Auf dem Markt herrscht reges Treiben von Händlern, Käufern, Frauen, Spekulanten und Schaulustigen (Chor: „C’est le marché“).
Szene 2. Microscope beeilt sich, um vor den anderen auf dem Markt zu sein, damit er Fantasia erstehen kann. Dabei stößt er mit einem Bürger zusammen.
Szene 3. Der extrem elegante und reiche Quipasseparla gilt als König der Börse. Er kauft und verkauft Frauen aller Arten (Rondo mit Chor: „Le prince Quipasseparla“) und will auch die Prinzessin erstehen. Als Microscope das hört, bittet er ihn, sie ihm zu überlassen. Quipasseparla führt ihn beiseite, angeblich um bei einem Trunk darüber zu verhandeln.
Szene 4. Caprice und V’lan treffen als Scharlatane verkleidet in einem großen von einem Fantasietier gezogenen Wagen ein. Caprice spielt auf einer Trompete, um Kunden anzulocken (Chor: „Ah! quelle musique“ – Rondo: „Ohé, ohé petits et grands“).
Szene 5. Caprice preist den Anwesenden die letzte Flasche seines magischen Elixiers an. Nur ein König sei eines solchen Schatzes würdig. Cosmos ersteht die Flasche und nimmt sogleich einen Schluck daraus. Die Wirkung tritt unverzüglich ein. Er greift mit einem Schrei an seinen Bauch und läuft davon.
Szene 6. Jetzt erscheinen Fantasia, Popotte und die Palastdamen. Letztere verabschieden sich von der Prinzessin (Ensemble: „Adieu notre compagne!“). Da der König abwesend ist, bittet Popotte Cactus, die Auktion zu leiten. Der will jedoch nicht, und es gibt einiges Durcheinander, bis der echte Auktionator eintrifft. Die Gebote steigen schnell. Quipasseparla versichert Fantasia, dass er von „ihm“ geschickt wurde, ersteigert sie für 10000 Goldstücke und entschwindet sofort mit ihr.
Vierzehntes Bild: „Das Land der Dicken“, üppige Landschaft mit der Herberge „Der silberne Bauch“
Szene 1. Quipasseparla gesteht Fantasia, dass er sie nicht für Caprice, sondern für seine eigene Frauensammlung ersteigert hat.
Szene 2. Microscope, der die Versteigerung verpasst hat, versucht, Fantasia und ihren Entführer einzuholen. Er erzählt die weitere Entwicklung: Cosmos hat sich durch das Elixier in seine eigene Frau verliebt und ihr ebenfalls davon gegeben. Leider ist er, Microscope, in genau diesem Moment eingetroffen, sodass sie sich in ihn anstelle den König verliebte.
Szene 3. Popotte stellt Microscope nach (Couplets: „Oui, j’aime, enfant, ton doux sourire“).
Szene 4. V’lan und Caprice treffen ein. Letzterer ist überzeugt davon, dass sich die Flüchtigen in dieser Gegend befinden. Da sie Hunger haben, kehren sie in der Herberge ein.
Szene 5. Der rundliche Wirt Grosbedon verrät ihnen, dass Quipasseparla hier ist. Der hungrige V’lan folgt ihm in die Küche.
Szene 6. Caprice ruft Fantasia herbei, und das Paar fällt sich in die Arme. Da Cosmos ihnen gefolgt ist, drängt Caprice zur sofortigen Flucht. Microscope bleibt zurück, um auf V’lan zu warten.
Szene 7. Als V’lan mit einem Teller voller Käfer aus der Küche zurückkehrt, ist es zu spät, den anderen zu folgen, denn Cosmos hat die Herberge bereits von seinen Leuten umstellen lassen. V’lan und Microscope ziehen sich in die Herberge zurück.
Szene 8. Cosmos und Cactus lassen die Bewohner des Landes der Dicken zum Verhör vortreten.
Szene 9. V’lan und Microscope haben sich dicke Bäuche umgeschnallt und falsche Bärte angelegt, um sich unter die Menge zu mischen. Trotzdem erkennt Cosmos sie sofort. Plötzlich fängt es zu schneien an, denn auf dem Mond folgt der Winter unmittelbar auf den Sommer (Schnee-Finale: „Courons tous“).
Szene 10. Quipasseparla hat die Flüchtigen eingeholt und gefangen genommen. Da er inzwischen das Interesse an Fantasia verloren hat, gibt er sie frei. Alle beeilen sich mit dem Aufbruch, denn die Kälte wird unerträglich (Couplets: „Il neig’“).
Fünfzehntes Bild: Fünfzig Grad unter Null; Mondlandschaft nach Flammarions „L’astronomie populaire“
Der Akt schließt mit einem Ballett von blauen Schwalben und Schneeflocken.

### Vierter Akt
Sechzehntes Bild: „Die Apfelplantage“
Szene 1. Nachdem die Ehrendamen der Prinzessin vom Cidre gekostet und von dessen Wirkung begeistert waren, haben sie eine eigene Plantage aufgebaut und laden die jungen Leute zur Ernte ein (Apfelbaum-Rondo: „Holà! que chaque fillette“). Die Königin erklärt ihrer Tochter, wie es dazu kam.
Szene 2. Cosmos glaubt, dass sein Königreich dadurch gefährdet ist. Er will die drei dafür verantwortlichen Fremden vor Gericht stellen.
Szene 3. Die zur Gerichtsverhandlung eintreffenden Richter werden mit fröhlichem Gesang begrüßt (Chor: „Voici le tribunal“). Anschließend führen Wachen die drei Angeklagten V’lan, Caprice und Microscope herein. Cosmos findet V’lans Bitte um Gnade und Einwilligung in die Hochzeit seines Sohnes mit Fantasia völlig unangebracht.
Szene 4. Cactus fungiert sowohl als Anwalt der Angeklagten als auch als Staatsanwalt. Er ist aber nicht vorbereitet, da er grundsätzlich niemals seine Unterlagen liest. Er beginnt sein Anklage-Plädoyer mit einer entlastenden Einleitung. Da seine Redezeit schon nach wenigen Sätze abgelaufen ist, wechselt er den Platz und beginnt seine Verteidigungsrede mit schweren Anschuldigungen. Daraufhin verurteilt Cosmos die Erdlinge, fünf Jahre ohne Essen im Krater eines erloschenen Vulkans zu verbringen.
Siebzehntes Bild: „Der Gletscher“, eine Grotte mit Stalaktiten und Eisblöcken und Zugang zum Krater eines Vulkans
Szene 1. Die Wache gibt V’lan, Caprice und Microscope fünf Minuten Zeit zur Vorbereitung, bevor sie in einem großen Korb in den Krater herabgelassen werden.
Szene 2. Während sich V’lan und Microscope erschüttert über ihre Zukunftsaussichten gegenseitig die Schuld zuweisen, bleibt Caprice gelassen. Ohne Fantasia ist ihm alles egal. Da erhält Microscope ein Telegramm von Cascadine, die ihn wieder einmal um Geld bittet. Außerdem informiert sie ihn darüber, dass V’lan seine Krone verlieren werde, wenn er nicht sofort zurückkehre.
Szene 3. Cosmos führt die Verurteilten persönlich in den Krater.
Achtzehntes Bild: „Der Krater“, eine Art Schacht
Szene 1. Als der Korb unten angekommen ist, will Cosmos wieder hinaufgezogen werden. In diesem Moment reißt das Seil, und ein Stein mit einem Brief von Popotte wird hinabgeworfen. Sie selbst hat das Seil aus Rache für die Verhaftung Microscopes gekappt. Ihr Mann soll dessen Schicksal teilen.
Szene 2. Da erscheint Fantasia. Sie hat die Wachen bestochen und ist vor den anderen in den Krater gekommen, um zusammen mit ihrem geliebten Caprice zu sterben. Cosmos verspricht allen die Begnadigung und Caprice die Hand seiner Tochter, falls sie einen Ausweg finden.
Neunzehntes Bild: „Das Innere des Vulkans“, eine aus Lava gebildete Rampe, darunter ein Riss, aus dem Schwefeldämpfe austreten
Einzige Szene. Auf der Suche nach einem Ausweg hat sich Microscope kurzzeitig von den anderen getrennt. Es scheint keinen Weg nach draußen zu geben. Plötzlich ist ein gedämpftes Grummeln zu hören. Es wird schnell lauter, und Microscope kann Feuer erkennen. Es gibt mehrere Explosionen.
Zwanzigstes Bild: „Die Eruption“
Durch den Vulkanausbruch wird der Felsen, auf dem Microscope steht, mit ihm in den Weltraum geschleudert. Die anderen laufen panisch umher. Lava dringt auf die Bühne.
Einundzwanzigstes Bild: „Der Ascheregen“
Der Rauch verdichtet sich. Gleichzeitig verdunkelt ein Ascheregen die gesamte Szene.
Zweiundzwanzigstes Bild: „Der Vulkangipfel nach der Eruption“
Einzige Szene. Nachdem sich der Rauch verzogen hat, wird der Gipfel des Vulkans sichtbar. Die Landschaft ist verwüstet. Am Horizont sieht man die Erdkugel aufsteigen. Caprice, Fantasia, Cosmos und V’lan haben überlebt. Auch Microscope ist wieder bei ihnen. Popotte und andere Mondbewohner eilen herbei. Cosmos bestätigt V’lan sein Begnadigungsversprechen.
Dreiundzwanzigstes Bild: „Die leuchtende Erde“
Die Erde füllt allmählich den gesamten Bühnenhintergrund und beleuchtet die Szene wie ein Polarlicht (alle: „Terre! Terre!“).

## Gestaltung

### Orchester
Die Orchesterbesetzung der Oper umfasst nach dem Aufführungsmaterial von Choudens die folgenden Instrumente:
- Holzbläser: zwei Flöten, zwei Oboen, zwei Klarinetten, zwei Fagotte
- Blechbläser: zwei Hörner, zwei Trompeten, drei Posaunen
- Pauken, Schlagzeug: Tambour, große Trommel, Becken, Triangel
- Streicher

### Musiknummern
Die Oper enthält die folgenden Musiknummern:
Erster Akt
- Nr. 1. Chor: „Quelle splendide fête“
- Nr. 2. Couplets (V’lan): „V’lan, V’lan, je suis V’lan“
- Nr. 3. Chor (Caprice, Microscope, V’lan, Chor): „Rataplan, rataplan“ – Couplets (Caprice): „Ah! j’en ai vu!“
- Nr. 4. Romanze (Caprice): „O reine de la nuit“
- Nr. 5. Chor der Astronomen: „Les cieux!“
- Nr. 6. Chor der Schmiede: „A l’ouvrage!“
- Nr. 7. Gesungener Walzer (Caprice): „Monde charmant que l’on ignore“
- Nr. 8. Finale: „En route pour la lune!“ – Chor der Artilleristen: „Nous sommes les petits artilleurs“
- Entr’acte

Zweiter Akt
- Nr. 9. Chor (hinter dem Vorhang): „Ah!“
- Nr. 10. Chor: „C’est un point noir“
- Nr. 11. Rondo der Kanonenkugel (Caprice, Microscope, V’lan): „Dans un obus qui fend l’air“
- Nr. 12. Couplets (Fantasia): „Tu devais le jour de ma fête“
- Nr. 13. Chor und Marsch: „Salut à notre roi“
- Nr. 14. Auftritt der Berater
- Nr. 15. Madrigal (Caprice): „Je regarde vos jolis yeux“
- Nr. 16. Ensemble: „Ne jamais rien faire“
- Nr. 17. Apfel-Duett (Fantasia, Caprice): „Mon Dieu! qu’ai-je ressenti là?“
- Nr. 18. Ballett der Chimären
- Entr’acte

Dritter Akt
- Nr. 19. Chor der Wachen: „Je suis le garde“
- Nr. 20. Couplets der Ehrendamen (Flamma): „Elle disait: ah! viens encore“
- Nr. 21. Ariette der Prinzessin (Fantasia): „Je suis nerveuse“
- Nr. 22. Chor des Marktes: „C’est le marché“
- Nr. 23. Rondo (Quipasseparla und Chor): „Le prince Quipasseparla“
- Nr. 24. Chor: „Ah! quelle musique“ – Scharlatan-Rondo (Caprice): „Ohé, ohé petits et grands“
- Nr. 25. Abschied der Ehrendamen: „Adieu notre compagne!“ – Szene des Windes
- Nr. 26. Schnee-Finale: „Courons tous“
- Nr. 27. Ballett der Schneeflocken
- Entr’acte

Vierter Akt
- Nr. 28. Apfelbaum-Rondo (Adja, Flamma): „Holà! que chaque fillette“
- Nr. 29. Chor des Tribunals: „Voici le tribunal“
- Nr. 30. Der Vulkan (Melodram)
- Nr. 31. Die leuchtende Erde (Finale): „Terre! Terre!“

### Musik
Offenbach komponierte zwischen 1872 und 1875 insgesamt fünf Werke, die er als „Opéra-féerie“ bezeichnete. Le voyage dans la Lune ist das letzte dieser Reihe. Die Ursprünge dieses Genres liegen in den Hofballetten, Maschinen-Schauspielen und Jahrmarktstücken des 17. und 18. Jahrhunderts. Von anderen Gattungen wie dem Vaudeville, dem Melodram oder der Opéra-comique unterscheidet es sich durch den Einsatz von übernatürlichen Elementen. Sofern es sich nicht um die Bearbeitung eines Volksmärchen handelt, bildet meist eine Reise oder Suche den Kern der Handlung. Dabei geht es oft um die Liebe oder um das Aufeinanderprallen zweier Gegensätze. Anstelle der Magie tritt in Le voyage dans la lune die Wissenschaft, die allerdings an einigen Stellen in Frage gestellt wird. Die negative Darstellung der Mondgesellschaft kann als Kritik an der Gesellschaft wie auch am Genre der Féerie mit ihren oft sehr frauenfeindlichen Handlungsmustern gesehen werden.
An den Libretti wirkte Offenbach selbst aktiv mit. Er bestand häufig auf Änderungen und nahm noch während der Probenphase Anpassungen vor. Wie auch bei anderen seiner Werke verwertete er für Le voyage dans la lune Musik älterer Kompositionen, in diesem Fall einige Stücke des Balletts Le royaume de Neptune, das er für die erweiterte Neufassung seines Orphée aux enfers im August 1874 komponiert hatte. Konkret handelt es sich um das Andante mit Horn-Solo der Ouvertüre, den Dromedar-Marsch Nr. 13 sowie das Melodram und die Vulkanszene Nr. 30.
Die Autoren stellten in dieser Oper zwei unterschiedliche Systeme einander gegenüber: die halbwegs aufgeklärte und an technischem Fortschritt interessierte Welt der Erde und die gefühlskalte überreglementierte Welt des Mondes, die nur zu leicht aus der irdischen hervorgehen kann. Musikalisch stellte Offenbach die beiden Welten unterschiedlich dar.

## Werkgeschichte

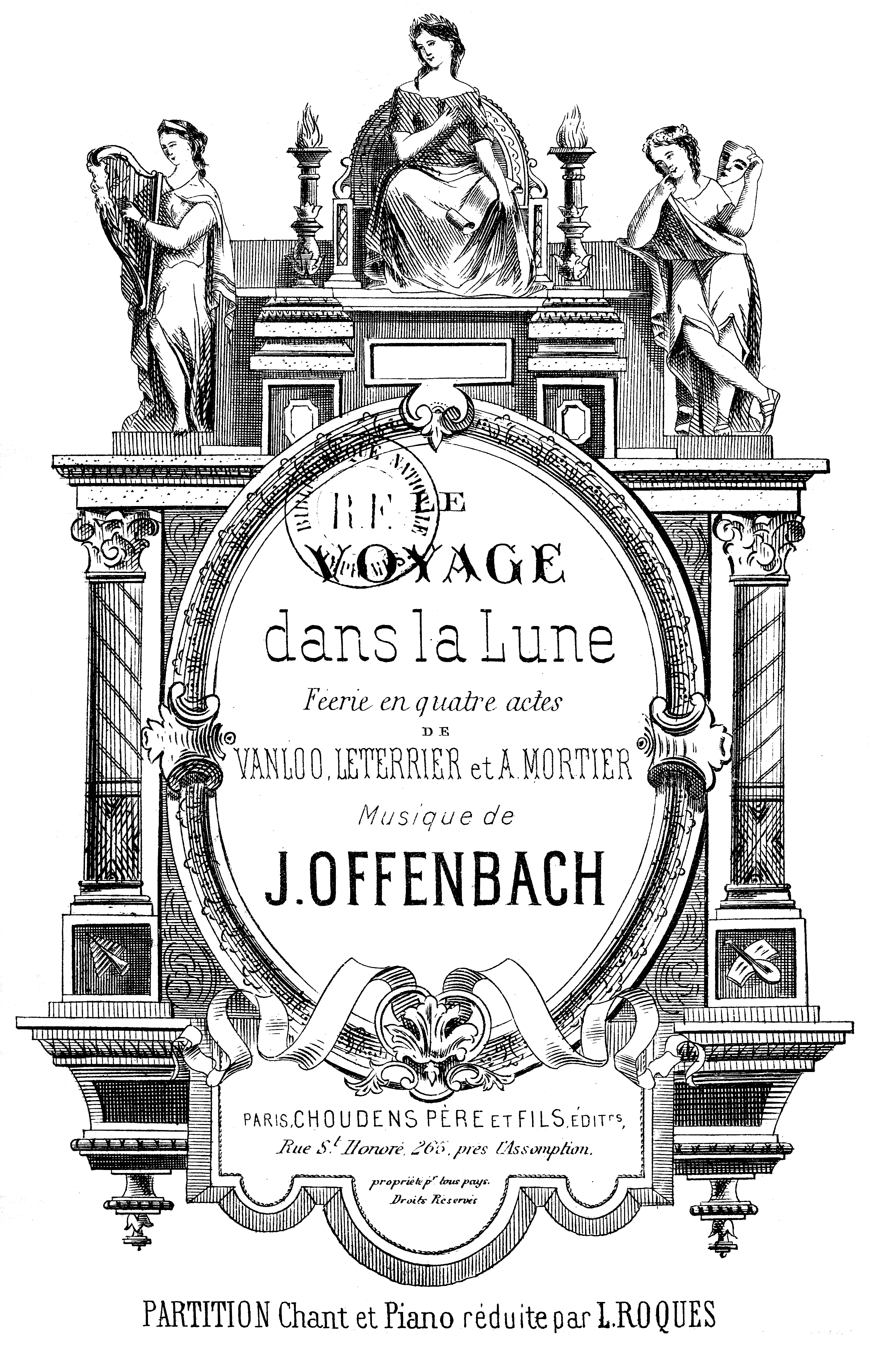
Titelblatt des Klavierauszugs, Paris 1876

Jacques Offenbachs „Opéra-féerie“ Le voyage dans la lune entstand 1875. Das Sujet ist von Jules Vernes Roman Von der Erde zum Mond aus dem Jahr 1865 inspiriert, der sich in dieser Zeit großer Beliebtheit erfreute und schon mehrfach auf die Theaterbühne gebracht worden war, beispielsweise 1874 am Pariser Théâtre de la Porte Saint-Martin in einer Fassung von Verne und Adolphe d’Ennery oder 1875 in einer deutschen Fassung mit Musik von Carl Alexander Raida am Berliner Victoria-Theater, die mehr als 700 Mal gespielt wurde. Das Libretto von Offenbachs Oper verfassten Albert Guillaume Florent Vanloo, Eugène Leterrier und Arnold Mortier. Die Autoren bezogen weitere Anregungen aus anderen Romanen Vernes wie der Reise zum Mittelpunkt der Erde.
Als Verne aus der Presse von den Plänen erfuhr, betrachtete er sie als Plagiat und versuchte sie zu verhindern. Am 18. Oktober 1875 ließ er Le Figaro eine Erklärung veröffentlichen, in der er verlangte, dass die Autoren ausdrücklich darauf hinwiesen, dass er nichts mit diesem Werk zu tun habe. Er kenne die Autoren nicht einmal. Außerdem bat er den französischen Autoren- und Komponistenverband Société des auteurs et compositeurs dramatiques, seine Vorbehalte zur Kenntnis zu nehmen. Drei Wochen später wies er seinen Verleger und Freund Pierre-Jules Hetzel darauf hin, dass der Anfang der Oper unbestreitbar auf De la terre à la lune und der Schluss auf Voyage au centre de la terre beruhe. Auf rechtliche Schritte verzichtete Verne letztlich aus unbekannten Gründen. In allen Rezensionen der Oper wurde sein Name erwähnt.
Die Uraufführung fand am 26. Oktober 1875 im Théâtre de la Gaîté in Paris statt. Die Vorbereitungen überschnitten sich mit den Uraufführungen zweier weiterer Offenbach-Werke: La boulangère a des écus am 19. Oktober im Théâtre des Variétés und La Créole am 3. November im Théâtre des Bouffes-Parisiens. Die üppig ausgestattete Inszenierung, in der ein Dromedar und ein Strauß aus dem Zoo des Jardin d’Acclimatation auftraten, stammte von Louis Albert Vizentini, dem Direktor des Theaters. Die Hauptrollen sangen Zulma Bouffar (Caprice), Mme Marcus (Fantasia), Mme Cuinet (Popotte), Mme B. Méry (Flamma), M. Christian (V’lan), M. Habay (Qui pass’ par-là), Pierre Grivot (Microscope), M. Laurent (Cactus) und Léonard Alexandre Tissier (Cosmos). Die Produktion hatte großen Erfolg, an dem auch die Bühnenbilder von Eugène Fromont, Télémaque Cornil und Chéret (Jean-Louis Lachaume de Gavaux) ihren Anteil hatten. Ab dem 28. Februar 1876 wurde eine Neufassung mit neuen Arien gespielt. Es gab 185 Aufführungen in Folge. Insgesamt wurde die Oper bis zum Mai 1877 in Paris am Gaîté und anschließend am Théâtre du Châtelet 248 Mal gezeigt.

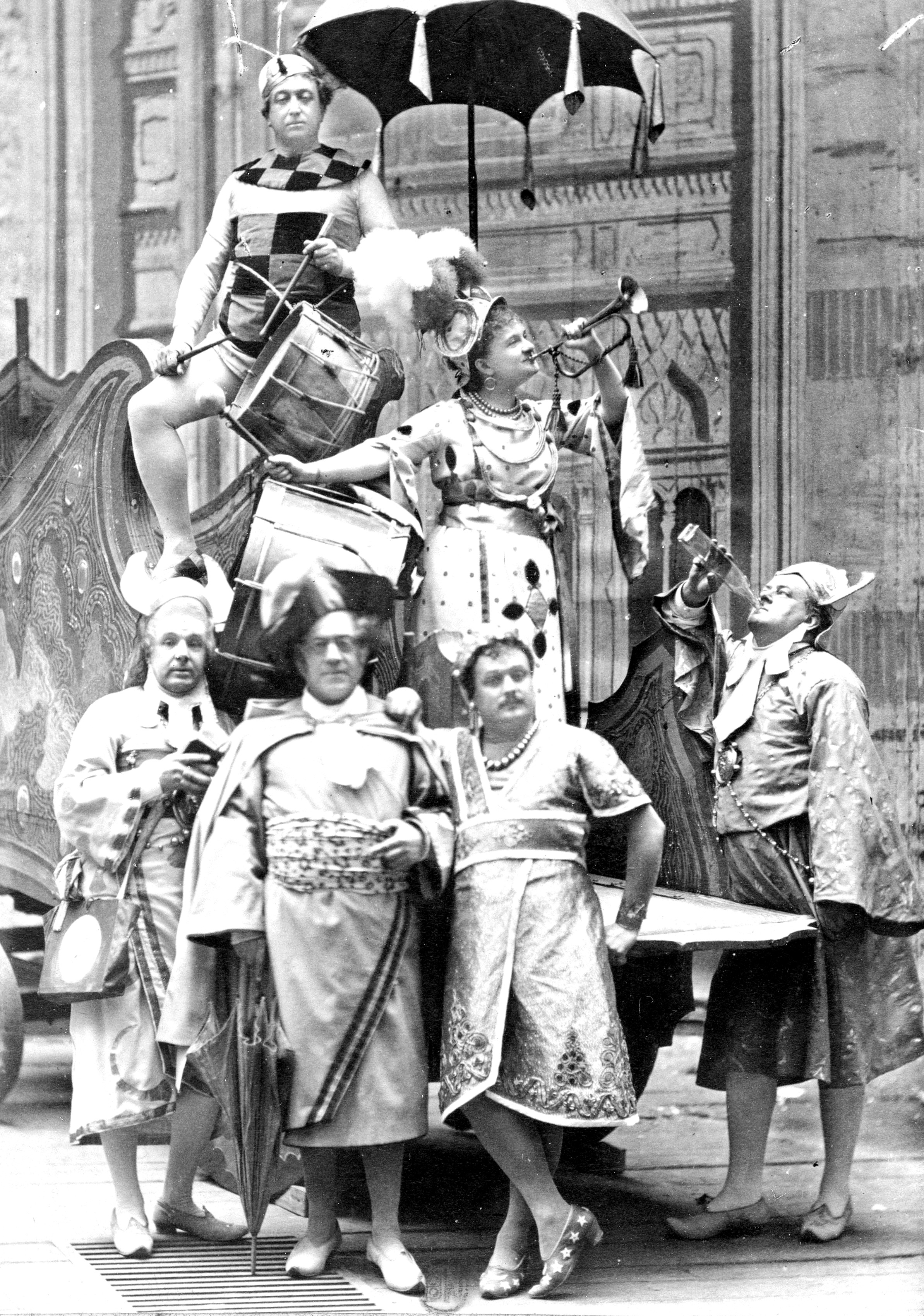
Kostümfoto, Théâtre du Châtelet, 1877

Schon 1876 gelangte das Werk an internationale Bühnen. Folgende Produktionen sind nachweisbar:
- 1876: Alhambra Theatre, London – englische Fassung von Henry Leigh.[2]
- 16. April 1876: Theater an der Wien – deutsche Fassung Die Reise in den Mond von Julius Hopp; mit Bertha Steinher, Carl Adolf Friese, Alexander Girardi und Clemens Grün.[2]
- 1876: Berlin.[2]
- 1877: New York, Booth’s Theatre.[2]
- 1877: Paris, Théâtre du Châtelet.[2]
- 1892: Paris, Théâtre de la Porte Saint-Martin.[6]
- 1894: Genf.[2]
- 1932: Wien – Fassung von Karl Kraus.[2]
- 1979: Komische Oper Berlin – auf 14 Bilder gekürzte Fassung von Hans-Jochen Irmer, Karl-Fritz Voigtmann und Robert Hanell; Regie: Jérôme Savary, Dirigent: Robert Hanell; mit Günter Neumann (Caprice), Ursula Reinhardt-Kiss (Fantasia), Rudolf Asmus (V’lan) und Werner Enders (Microscope).[2]
- 1985: Genf und Oper Lüttich – Regie: Jérôme Savary, Dirigent: Marc Soustrot; mit Joseph Evans (Caprice), Marie McLaughlin (Fantasia), Michel Trempont (V’lan) und Ricardo Cassinelli (Qui pass’par-là).[2]
- 2005: Opéra National de Lyon – Regie und Kostüme: Laurent Pelly, Bühne: Bernard Legoux, Dirigent: Jérémie Rhorer.[8]
- 2006: Junge Oper der Staatsoper Stuttgart – kindergerechte Fassung von Aurelia Eggers (Regie), Barbara Tacchini (Dramaturgie) und Willy Daum (Musik).[9]
- 2014: Festival de Saint-Céré, Koproduktion der Opera Freiburg, der Opéra de Lausanne und der Opéra Éclaté – Librettofassung und Inszenierung: Olivier Desbordes;[10] weitere Aufführungen 2015 an der Opéra de Massy, L’Avant Scène, Cognac, am Théâtre de Saint Malo, im Arts Pluriel in Ettelbruck (Luxemburg) und 2016 an der Opéra de Reims.[11]
- 2020: Paris, Opéra-Comique – Librettofassung mit neuen Dialogen von Agathe Mélinand; Regie und Kostüme: Laurent Pelly, Dirigentin: Alexandra Cravero; mit Solisten der Maîtrise populaire (Musikschule) der Opéra-Comique; Koproduktion mit der Griechischen Nationaloper;[12] 2023 an der Volksoper Wien.[13]
- 2021: Koproduktion des Palazzetto Bru Zane mit der Opéra National de Montpellier, der Opéra Grand Avignon, der Clermont Auvergne Opéra, der Opéra de Compiègne, der Opéra de Limoges, der Opéra national de Lorraine, der Opéra de Marseille, der Opéra de Massy, der Opéra de Metz Métropole, der Opéra de Nice, der Opéra de Reims, der Opéra de Rouen, der Opéra de Toulon, der Opéra de Tours, der Opéra de Vichy, und L’Avant-scène opéra / Neuchâtel – Inszenierung: Olivier Fredj.[14]
- 2024: Theater Regensburg – Inszenierung: Simon Eichenberger, Dirigent: Tom Woods, Bühne und Video: Sam Madwar, Kostüme: Susanne Hubrich, Choreografie: Dominique Brooks-Daw.[15]

Größere Bekanntheit erzielte eine Melodie der Ouvertüre, die Offenbach später in der „Spiegelarie“ seiner Oper Les contes d’Hoffmann einsetzte.
Titel und Untertitel des berühmten Stummfilms Die Reise zum Mond von Georges Méliès aus dem Jahr 1902 beziehen sich mehr auf Offenbachs Oper als auf Vernes Roman. Méliès’ Erläuterungen lassen keinen Zweifel daran, dass er eine Synthese beider Werke beabsichtigte. Auch die Inszenierung und die Kostüme sind eindeutig von der Oper inspiriert.
2021 nahm sich der Palazzetto Bru Zane des Werks an. Er unterstützte als Koproduzent eine Neuinszenierung französischer Opernhäuser und eine CD-Einspielung und gab die Partitur der Erstfassung von 1875 heraus. Während die Inszenierung aufgrund der Maßnahmen gegen die COVID-19-Pandemie unter Einschränkungen litt und gekürzt werden musste, enthält die Aufnahme die vollständige Musik. Lediglich die gesprochenen Dialoge wurden gekürzt. Sie wurde bei den International Opera Awards 2022 als beste vollständige Opernaufnahme ausgezeichnet.

## Aufnahmen
- 1955 (?) – Paul Burkhard (Dirigent), NDR Sinfonieorchester Hamburg, Chor des NDR Hamburg.
 Wolfgang Völz (Cactus), Gerard Clair (Caprice), Hans Leibelt (Cosmos), Stina-Britta Melander (Fantasia), Brigitte Dürrler (Flamma), Kurt Marschner (Mikroskop), Rosi Zapf (Popotte), Mathieu Ahlersmeyer (Vlan).
 Studioaufnahme, stark gekürzt, deutsche Fassung.[17]
- 1985 – Marc Soustrot (Dirigent), Jérôme Savary (Inszenierung), Michel Lebois (Ausstattung), Michel Dussarrat (Kostüme), Jean-Louis Bert (Choreografie), Orchestre de la Suisse Romande, Chœurs du Grand Théâtre.
 Joseph Evans (Caprice), Marie McLaughlin (Fantasia), Monique Barscha (Popotte), Michel Trempont (V’lan), Ricardo Cassinelli (Qui pass’par-là), Christian Asse (Microscope), Michel Dussarrat (Cactus und Coefficient), Jules Bastin (Cosmos), Jennifer Ringo (Flamma und eine Bürgerin), Marie-Therese Keller (Adja und eine Bürgerin), Fabrice Raviola (Cosinus und ein Bürger auf dem Markt der Frauen), Philippe Beglia (General Boumboum und Parabase), Alida Barbasini (Litella), Stephanie Burkhard (Microma), Josette Fontana (Phoebe), Isabelle Serbu (Hyperba), Samuel Hasler (Rectangle und un commissaire-priseur), Andre Battedou (Phichipsi, Grosbedon und Rudolph), Reinaldo Macias (Omega und ein Schmied).
 Video; live aus dem Grand Théâtre de Genève; Koproduktion mit der Opéra Royal de Wallonie.
 Fernsehübertragung von Télévision Suisse Romande; Textfassung von Jérôme Savary.
- März 2011 – Gilles Toussaint (Dirigent), Erik de Mautort (Inszenierung), Serge Théodas (Bühne), Robert Pascal (Kostüme), Joëlle Noiriel-Freguin (Choreografie), Pascal Stoll (Licht).
 Bruno Bially (Microscope), Erik de Mautort (Vlan), Jérôme Yerro (Caprice), Florence Mansuy (Cosinus und Aubergiste), Jacques Zimmermann (Phichipsi), Jean-Pierre Coué (Rectangle und 1. Käufer), Marilyne Adam (eine Schmiedin und Microma), Mireille Schaetzel (Litella und Stella), Gabriel Micheletti und Frédéric Schalck (Cosmos), Alban Casals (Cactus), Odile Arcis (Popotte), Lorraine Viney (Fantasia), Marie-Hélène Lorentz (Flamma), Nathalie Bernard (Adja), Dominique Bergeret (1. Wache), Robert Schwinté (ein Bürger), Eric Oltz (Le Prince Quipasserparla), Bernard Diss (2. Käufer).
 Video; live aus dem Vol’ut Atelier Lyrique d’Obernai.
 Video auf YouTube.[18]
- 29. und 30. April 2021 – Mathieu Romano (Dirigent), Laurent Pelly (Inszenierung und Kostüme), Barbara de Limburg (Ausstattung), Joël Adam (Licht), Les Frivolités Parisiennes.
 Christophe Martagne (V’lan), Ludmilla Bouakkaz (Fantasia), Arthur Roussel (Caprice), Matéo Vincent-Denoble (Microscope), Enzo Bishop (Cosmos), Solisten und Chöre der Maîtrise populaire der Opéra-Comique Paris.
 Video; live aus der Opéra-Comique in Paris; Libretto-Fassung mit neuen Dialogen von Agathe Mélinand.
 Videostream auf france.tv.[19]
- 2.–4. September 2021 – Pierre Dumoussaud (Dirigent), Chœur et Orchestre national Montpellier Occitanie.
 Violette Polchi (Caprice), Sheva Tehoval (Fantasia), Matthieu Lécroart (V’lan, ein Bürger, ein Händler, ein Käufer), Pierre Derhet (Quipasseparla, ein Schmied), Raphaël Brémard (Microscope, ein Käufer, ein Händler), Marie Lenormand (Popotte, eine Bürgerin), Thibaut Desplantes (Cosmos, Kommissar, Cosinus, ein Händler), Ludivine Gombert (Flamma, Adja, eine Bürgerin, eine Schmiedin), Christophe Poncet de Solages (Cactus, Parabase).
 Studioaufnahme aus der Salle Beracasa, Corum, Montpellier; gekürzte Dialoge; Auszeichnung als beste vollständige Opernaufnahme bei den International Opera Awards 2022.
 Bru Zane BZ1048.[20][21][16]

## Digitalisate
- Le voyage dans la lune (Offenbach, Jacques): Noten und Audiodateien im International Music Score Library Project
- Libretto (französisch), 1877. Digitalisat bei Gallica
- Léon Roques: Klavierauszug, Paris 1876. Digitalisat bei Gallica